# Culex wansoni
Culex wansoni är en tvåvingeart som beskrevs av Wolfs 1945. Culex wansoni ingår i släktet Culex och familjen stickmyggor. Inga underarter finns listade i Catalogue of Life.